# 證自證分
證自證分，佛教術語，瑜伽行唯識學派護法學系理論，屬唯識四分之一。能證「自證分」之現量果
，唯緣自證分。